# Вкрали зебру
«Вкрали зебру» — радянський дитячий художній фільм 1972 року режисера Геннадія Бабушкіна. Фільм розповідає про пригоди ручних шимпанзе. Картина знята спільно з дресирувальником Степаном Ісаакяном-Серебряковим, у фільмі знялися його дресировані тварини. Пізніше на хвилі популярності цього фільму було знято продовження історії головної «героїні», шимпанзе Доні — «Нові пригоди Доні і Міккі».

## Сюжет
Фільм присвячений пригодам шимпанзе на ім'я Доня і її друзів — шимпанзе Міккі і бабусі Зіти. Фільм складається з трьох новел: «Пиріг з бананом», «Повінь в буфеті» і «Змова на стайні».
- «Пиріг з бананом»: Доня вперше залишається одна вдома і намагається навести порядок, але у неї нічого не виходить.
- «Повінь в буфеті»: Доня знайомиться з Зітою і Міккі, вони грають в доміно. Доня йде і випадково влаштовує повінь в буфеті. Дресирувальник (Степан Ісаакян) рятує мавпу від «потопу», але вона застудилася: її лікують господар і Міккі.
- «Змова на стайні»: Доня хоче вставити у свій номер, який виконували тільки Зіта і Міккі, що-небудь нове. Вона сама замість господаря починає виступати з зеброю і його помічника замикає в стайні Зіта. Коли дресирувальник приходить виконувати номер, Доня вже скінчила працювати з зеброю. Господар називає хвалить її.

## У ролях
- Степан Ісаакян — грає самого себе (озвучив Армен Джигарханян)
- Тамара Ісаакян — грає саму себе
- Голос за кадром — Зиновій Гердт

## Тварини
- Доня (шимпанзе)
- Зіта (шимпанзе)
- Міккі (шимпанзе)
- Хлопчик (зебра)
- Манук (бегемот)
- Яша (ведмідь)

## Знімальна група
- Автори  сценарію: — Майлен Константіновський
- Режисери-постановники — Георгій Бабушкін, Степан Ісаакян
- Оператори-постановники — Костянтин Хлопунов
- Художники-постановники: — Володимир Лукьянов
- Художники по костюмами: — Раїса Путінцєва
- Композитори — Анатолій Биканов
- Звукооператори: — Олександр Нейман
- Монтажери: — Тетьяна Іванова
- Гріми: — Олена Васільєва
- Редактори: — Маріна Моденова
- Музикальний редактора: — Тетьяна Пєтрова
- Консультанти: — Давід Калмиков
- Директор картини: — Наталя Чєрвонний
- Комментарий: — Зіновий Гердт